# Kasang Limau Sundai
Kasang Limau Sundai is een bestuurslaag in het regentschap Kuantan Singingi van de provincie Riau, Indonesië. Kasang Limau Sundai telt 474 inwoners (volkstelling 2010).